# Ljugaren
Ljugaren kan också syfta på sjön Ljugaren, Värmland (Karlskoga kommun)
Ljugaren är en sjö i Rättviks kommun i Dalarna och ingår i Dalälvens huvudavrinningsområde. Sjön har en area på 23,2 kvadratkilometer, vilket gör den till dalarnas åttonde största insjö till ytan efter Barken. Ljugaren ligger 215 meter över havet. Sjön avvattnas av vattendraget Kolningån (Marnäsån).
Sjön har sitt avlopp genom Marnäsån och Svärdsjöån till Runn och Dalälven. Sedan 1919–20 är Ljugaren reglerad med en 3,5 meter hög damm. Största djupet är 40m.

## Delavrinningsområde
Ljugaren ingår i delavrinningsområde (676163-147779) som SMHI kallar för Utloppet av Ljugaren. Medelhöjden är 258 meter över havet och ytan är 97 kvadratkilometer. Räknas de 19 avrinningsområdena uppströms in blir den ackumulerade arean 307,17 kvadratkilometer. Kolningån (Marnäsån) som avvattnar avrinningsområdet har biflödesordning 3, vilket innebär att vattnet flödar genom totalt 3 vattendrag innan det når havet efter 278 kilometer. Avrinningsområdet består mestadels av skog (67 procent). Avrinningsområdet har 23,21 kvadratkilometer vattenytor vilket ger det en sjöprocent på 23,9 procent.